# رول، میکرونزی

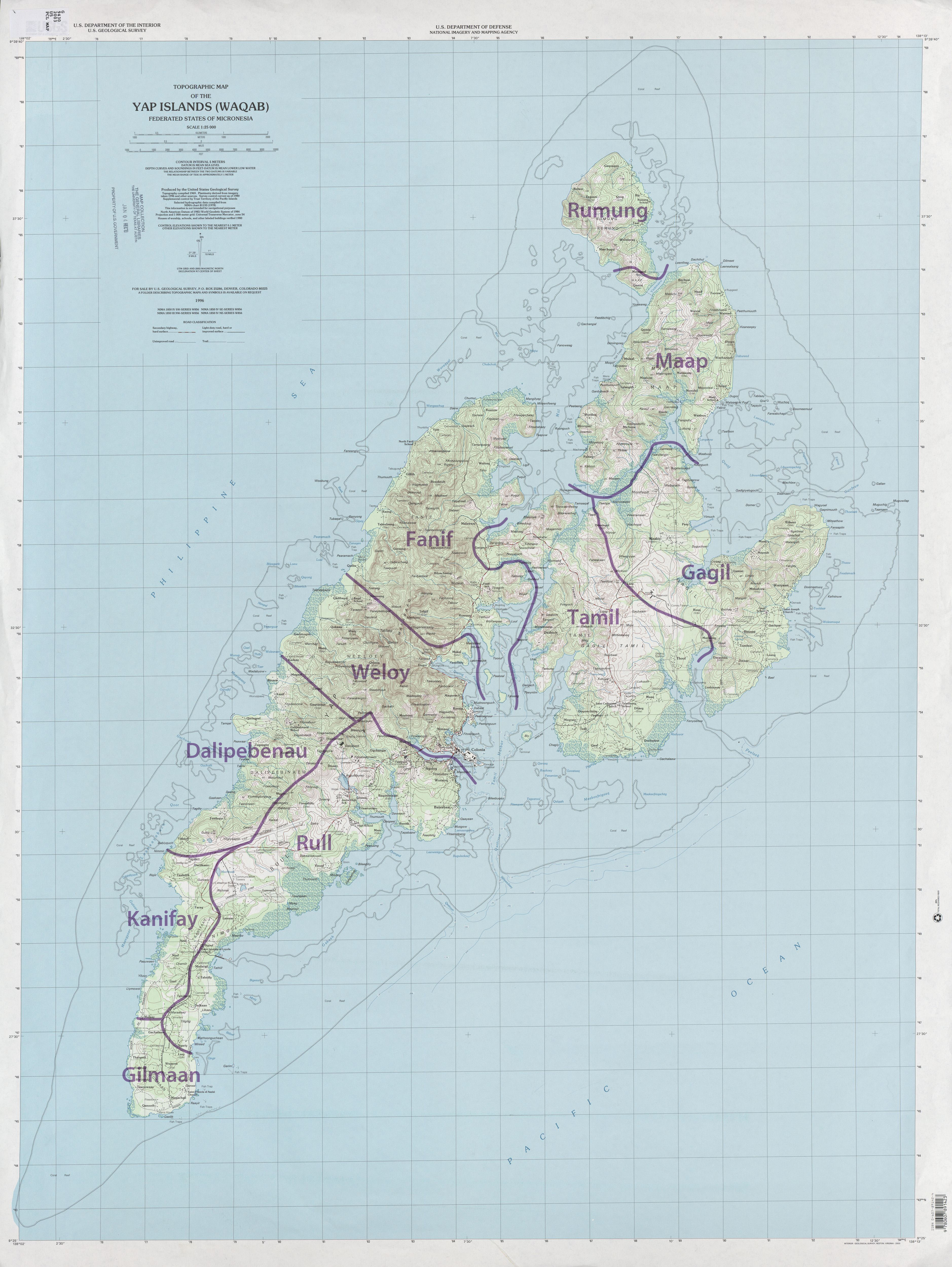
منطقه‌های شهرداری آبخوست یاپ

رول یک منطقه شهرداری در بخش جنوبی آبخوست یاپ، ایالت یاپ در ایالات فدرال میکرونزی است. این منطقه یک زمین رقص سنتی دارد. ساختمان گردهمایی‌های این منطقه در شهر، قرار دارد.
جمعیت رول ۱,۸۴۷ نفر است.

## آموزش و پرورش
دبیرستان کاتولیک یاپ در روستای «لامِر» قرار دارد.